# 黑天鵝盲視
黑天鹅盲点是Bent Flyvbjerg和Alexander Budzier在英国牛津大學賽德商學院提出的概念。黑天鹅盲点解释了决策者往往被出乎意料的事情所震惊，尽管他们了解黑天鹅管理，但是这些事件还是对他们造成了很大损失。黑天鹅管理是避免重大的管理失误造成损失，例如：
- 控制错觉
- 组织有利条件
- 自我服务

黑天鹅盲点是指经常跟踪平均值或预期值的业绩管理系统，而忽视了业绩的变化，从而忽视了导致管理错误的风险和不确定性因素，而把企业置于事件的影响中，也称为黑天鹅事件。
该名词来源在于，当初欧洲人只知道有白天鹅，因此当他们在澳洲东南地区发现居然有黑天鹅存在的时候，感到很出乎意料。

## 例子
著名的例子包括:
- FoxMeyer药品公司是美国第四大经销商，资产负债表达到五十万美元，总部在德克萨斯州。FoxMeyer的黑天鹅管理系统称为德尔塔三号，从1993年开始实施，执行SAP R/3进行财政管理，执行Pinnacle进行仓库自动化，由Andersen作为执行伙伴。系统希望能够替代Unisys系统，增加容量操作。项目计划在18个月内采用新的R/3系统和仓库自动化，节省4千万美元/年。尽管SAP和Andersen运用项目作为发展企业，项目的实际金额超过1亿美元，Thomas Anderson的CEO项目冠军都被迫让步，但是领导力来的太晚，仓库自动化失败，造成了3400万美元的损失，R/3系统也带来了更多的麻烦，FoxMeyer只能造作2%的订单容量(每晚10,000订单)。R/3的重要问题是当公司赢得新的客户时，ICT项目减少了FoxMeyer的利润，在1996年，FoxMeyer破产。

- 里维斯公司的黑天鹅发生在2008年第二季度，公司的净利润掉到2007年的98%。尽管2003年，里维斯公司实施了ERP软件，全球ERP模板第一次拓展到亚洲，2008年，达到美国。项目计划替代欧洲Baan公司的复杂架构，美国开始使用一套複合模板。里维斯公司想要清除多余的IT架构，通过德勤的伙伴关系弥补一个SAP系统，项目预计投入1-5百万美元等咨询费用，系统开始前，里维斯公司需要把系统与沃尔玛公司整合，公司在内部控制上遇到了很大不同，差点需要重新进行财务报告。实施新的财政系统需要大规模订单执行，需要在美国分销中心关闭一周。公司投入了1.925亿美元，首席信息官David Bergen，在2000年加入了里维斯，被迫辞职。里维斯只能继续采取SAP系统，目前在采取云实验，试图减少IT成本。

## 文內注釋
1. ↑  BBC News: Black swans' busting IT budgets （页面存档备份，存于）, 26 August 2011.
2. 1 2  Budzier, Alexander & Flyvbjerg, Bent. Double Whammy - How IT Projects are Fooled by Randomness and Screwed by Political Intent. （页面存档备份，存于） Saïd Business School working paper, August 2011.
3. ↑  Flyvbjerg, Bent; Budzier, Alexander. . Harvard Business Review. 2011, 89 (9): 23–25. 外部链接存在于|title= (帮助)